# Partido Istiqlal

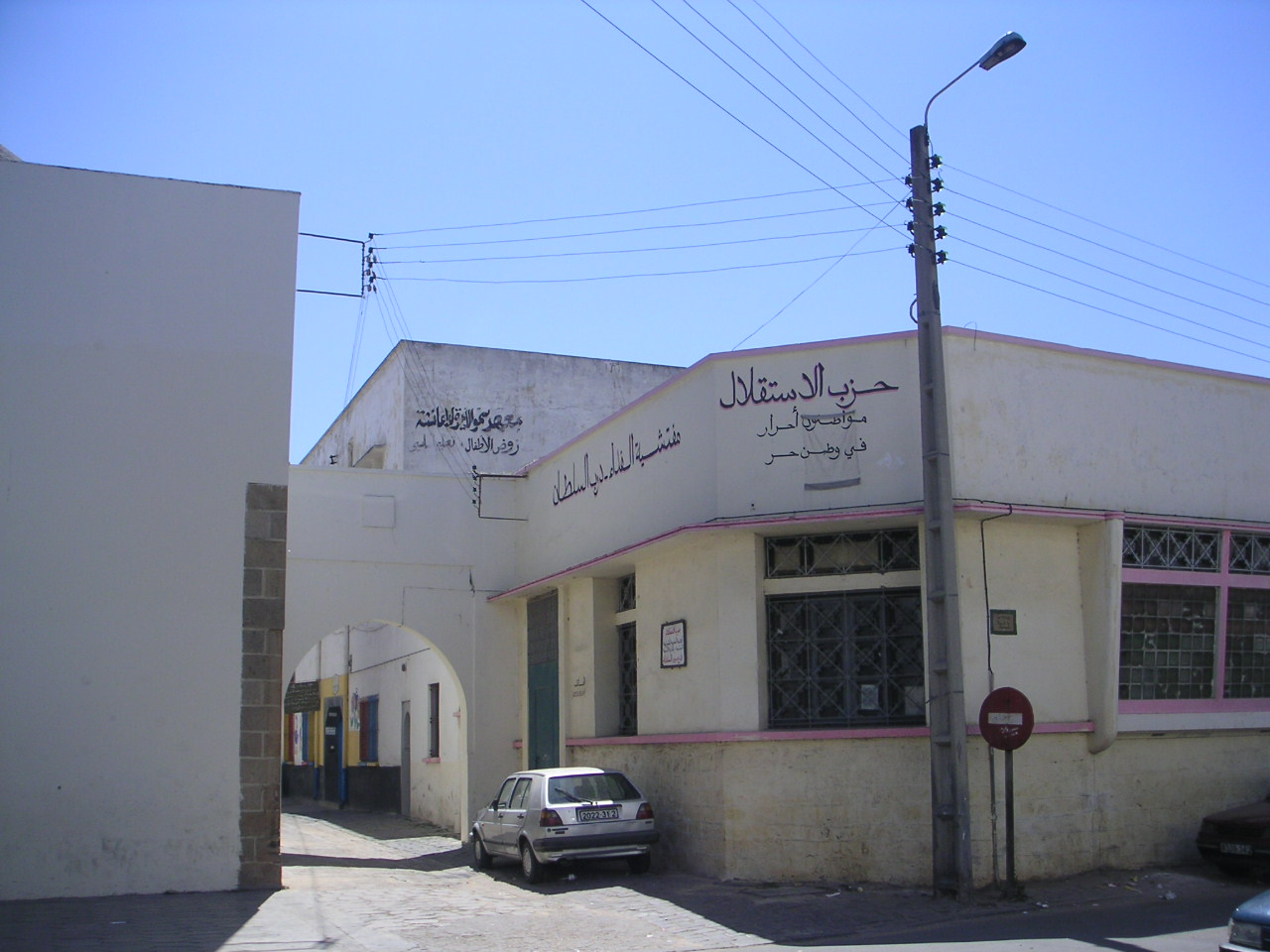
Delegación del Partido Istiqlal en el distrito de Al-Fida Derb-Sultan, Casablanca.

El Partido Istiqlal (en árabe, حزب الإستقلال Hizb Al-Istiqlal; francés: Parti de l'Istiqlal, Partido de la Independencia) es un partido político marroquí. Se trata de un partido histórico del Marruecos actual. Se funda en el año 1943, años antes de la independencia de Marruecos en 1956, por Allal al-Fasi, Ahmed Balafrej, Mohammed Lyiazidi y Mohamed Bucetta entre otros. Es un partido de ideología nacionalista que permaneció fiel al sultán Mohammed Ben Yusef durante los años de la colonización, aunque posteriormente tuvo épocas de amistad y de enfrentamiento con la corona.
Tras la independencia se produce una escisión del partido con la creación de la Unión Nacional de Fuerzas Populares por parte de Mehdi Ben Barka.

## Historia

### Antecedentes
El movimiento nacionalista surge en las dos zonas colonizadas de Marruecos. En la parte española es liderado por Abdesalam Bennuna y Abdelkhalek Torres y en la zona francesa con el primer foco en Fez por Allal el Fassi, Omar Ben’Abdel Jalil y Mohammed Ben Hassan el Ouazzani.
Entre 1926 y 1930 los jóvenes marroquíes de la zona francesa se agrupaban en torno a dos tendencias políticas: el movimiento reformista de Fez, dirigido por Allal el Fassi, y “La sociedad de amigos de la verdad” de Rabat, dirigida por Ahmed Balafrej. En 1927 estas dos formaciones se unen, pero no será hasta 1930 con la publicación del Dahir bereber cuando se produzca la primera acción conjunta de estas formaciones como una sola. Ya que dahir bereber fue percibido por los nacionalistas como "divisivo, destructor de la integridad y la soberanía marroquí"
A partir de 1930 estos movimientos y formaciones comenzarán a realizar publicaciones de prensa conjuntas en contra del gobierno colonizador. Estas publicaciones serán prohibidas por el Gobierno francés solo 4 años después, el 16 de mayo de 1934.
En 1934, tras estas prohibiciones, se crea el Comité de Acción Marroquí, formado por diez de los líderes del movimiento nacionalista: Allal el Fassi, Omar Abdeljalil, Abdelazziz Bendriss, Ahmed Cherkaoui, Mohammed Diouri, Mohammed Ghaei, Boubker Kadiri, Mohamed el Yazidi, Mohammed Mekki Naciri y Mohammed Hassan el Ouazzani. 
El fin de este comité era crear un cuaderno de reivindicaciones dirigido al Gobierno francés para que este llevase a cabo cambios en la sociedad marroquí. Pero este cuaderno no fue aprobado por los franceses y fue el motivo por el que el Comité decidió que necesitaba ganarse el favor del pueblo para poder tener voz.
En 1937 el Comité de Acción Marroquí se rompe debido a las diferencias entre el Fassi y el Ouazzani, creándose dos grupos nacionalistas con las mismas ideas, pero con líderes diferentes. La mayoría de los miembros del Comité de Acción original se quedan en el grupo de El Fassi.
Alrededor del año 1937 en la zona española también había una división clara en los grupos nacionalistas. Por un lado, estaba la representada por Abdelkhalek Torres y su Partido Reformista, que más tarde quedará integrado en el Istiqlal, y, por otro, la representada por Mohammed Mekki Naciri. 
Por lo tanto, en 1937 había cuatro escisiones nacionalistas en Marruecos. Las diferencias entre ellas eran las tendencias izquierdistas de la zona francesa, y las fascistas de la zona española.
La tendencia de El Fassi fue la que más fuerza ganó con el paso del tiempo. Así, el 18 de marzo de 1937 nace el Partido Nacional para las Realización de Reformas.

### Nacimiento del Istiqlal
Entre 1937 y 1943 los dos grupos de la zona francesa se unen para convertirse en el Partido Istiqlal, por lo que podemos considerar el año 1943 como el año de nacimiento de este partido nacionalista.
El primer manifiesto del Istiqlal como tal se lleva a cabo el 11 de enero de 1944 y se dirige al Sultán, al cónsul general de Estados Unidos y al de Gran Bretaña. Es un manifiesto independentista bajo el nombre de “Manifiesto del Partido del Istiqlal”. Este manifiesto es firmado por: 
"Firmado por: Hach Ahmed Mekuar, Ahmed Hamyani, Abdelkebir Ibn Al Mahdi El Fassi, Ahmed Bahnini, Ahmed Ben Buchta, Mohamed El Fasi, Abdelwahab El Fasi, Hach Mohamed Rifai, Mohamed Abderrahman AsSaadani, Abdelkrim Benyellun Tuimi, Abdelkader Hasan, Hach Hassan Buayad, M'hamed Bensuda, El Issaui Al Motassi, Mohamed Ben Azzu, Mohamed Al Buamrani, Mohamed Al Yazidi, Ahmed Ben Dalla, Mohamed Al Hamadaui, Kacem Ben Abdelyalil, Abdallah Ben Amr, Hucin Ben Abdallah Al Urzazi, Hachmi Filali, Bennacer Ben HAch Arabi, Abu Chattaa Yamal, Abdelsalam Mestari, Idrid M'hammedi, Omar Ben Chemsi, Abubakr Sbihi, Dr. Mohamed El Fatmi Fassi, Ahmed Zgari, Abdelaziz Amraui, M'barek Ibn Ahmed (Si Brek), Mohamed Belarbi Alami, Abdelhadi Skalli, Sadik Ben Arabi, Abdallah Ibrahim, Mohamed Diur, Abderrahim Buabid, Adballah Regragui, Mehdi Ben Barka, Mohamed Yazuli, Omar Ben Nacer, Abdelhamid Ben Mulay M'hamed, Ahmed Belafrey, Hassan Ben Yellul, Mohamed Ben Yilali Bennani, Mohamed Ben Larhda, Mohamed Lagzaui, Mohamed Yazidi, Mohamed Gazi, Abu Bakr Kadiri, Malika Al Fassi, Tahar Zniber, Abdelyalil Kabbay, Ahmed Cherkaui, Abdelkebir Al Fihri Fassi, Ahmed Al Manyra, Yilali Bennani, Hafian Cherkaui, Hach Otman Yorio, Kacem Zhiri, Mohamed Bekkali, Muley Ahmed Bel Hucin, Ahmed Benchekrun, Nasser Ben Hach Larbi, Mohamed Sudi, Omar Ben Abdelai, Messaud Echiguer"
Entre las demandas que se hacen en este manifiesto se encuentran la solicitud de independencia del país y la adhesión de Marruecos a la Carta del Atlántico, en lo que a política general se refiere. En cuanto a la política interna del país se solicita el reconocimiento del Sultán Mohammed Ben Yusef como rey y el establecimiento de una monarquía parlamentaria como régimen político en Marruecos.
El Gobierno francés no considera este manifiesto como una muestra real del descontento de los marroquíes ante los Gobiernos del Protectorado, y no tiene en cuenta las peticiones que el Partido Istiqlal les hace. 
En 1944 el Gobierno francés manda detener a cuatro nacionalistas marroquíes por aliarse con los alemanes para llevar a cabo un levantamiento. Esto hace que el ambiente social entre los marroquíes se tense, haya enfrentamientos en distintas ciudades y, como consecuencia, se produzca la detención de algunos políticos. 
De esta forma el partido tiene que reorganizarse en 1945 una vez se liberan estos presos. También en 1945 el Partido Comunista se une a las reivindicaciones del Partido Istiqlal.
Cuando Allal el Fassi vuelve de Gabón en 1947, después de diez años de exilio, se convierte en el líder del partido. Ese mismo año, después de que el Sultán, futuro rey de Marruecos, se ponga de lado del Partido Istiqlal el número de afiliados del partido crece exponencialmente. Aun así su líder, el Fassi, decide irse a El Cairo para ganar apoyo internacional, ya que esa ciudad era el centro político del mundo árabe en aquel momento. 

### 1947: Visita del sultán a Tánger
El 10 de abril de 1947 el todavía Sultán Mohammed Ben Yusef hace una visita a Tánger. En ella se produce un discurso emblemático del Sultán en el que rechaza leer uno de los párrafos del discurso en que se alababa a Francia.
Esta visita del Sultán a Tánger no solo tuvo relevancia dentro de la vida política interna de Marruecos, sino que también tuvo repercusiones internacionales.
No cabe duda de que esta visita tuvo un fuerte carácter nacionalista, ya que en los años anteriores numerosos grupos nacionalistas habían denunciado la situación en la que vivían los musulmanes de Tánger, pero estas denuncias no habían tenido efecto alguno.
En 1951 se crea en Tánger el Frente Nacional marroquí que aglomeraba a las cuatro formaciones nacionalistas de las dos zonas colonizadas. 

### Después de la independencia: Primeras apariciones del Istiqlal en el Gobierno
La vida política marroquí después de la independencia está claramente marcada por divisiones, escisiones y enfrentamientos, en muchas ocasiones violentos y sangrientos tanto dentro como fuera del Istiqlal. 
Tras la independencia, el Istiqlal pretende instaurar en Marruecos un régimen de partido único como ya había ocurrido en países como Túnez o como ocurriría en Argelia, sin embargo, el rey Mohammed V no lo permite.
En estos primeros años tras la independencia, el Istiqlal tiene numerosos conflictos con partidos como el PDI (Partido Democrático para la Independencia) de Hassan el Ouazzani e incluso problemas internos como el comienzo de las diferencias con Mehdi Ben Barka que representa la tendencia más radical y socialista del partido. Estas circunstancias las aprovechan tanto el Rey Mohamed V como su sucesor Mulay Hassan, futuro Hassan II
El primer Gobierno que forma el rey Mohammed V tras la independencia de Francia en 1956 está compuesto por numerosos miembros del Istiqlal como, por ejemplo, Driss M’hammedi como ministro del interior. Pero no será hasta el año 1958 cuando el rey mande al Partido del Istiqlal (PI) y más concretamente, a Ahmed Balafrej formar gobierno. El rey Mohammed V le hará este encargo al PI debido a los éxitos en política exterior de Balafrej y, por lo tanto, del Istiqlal. 
El hecho de que Mohammed V decida formar gobierno con los miembros del Istiqlal sin llevar a cabo unas elecciones está rodeado de polémica. Ya que numerosas élites del país consideraban que lo justo era elegir representantes en las urnas, estas quejas se producen incluso dentro del Istiqlal. Tal es el revuelo, que Mohammed V decide crear una monarquía constitucional fundada en los principios del islam y establecer una constitución. Mientras estas llegan, el Rey será el encargado del poder legislativo y del ejecutivo. 
El Gobierno de Balafrej se enfrenta a problemas internos desde el principio, ya que rápidamente se encuentra con el ala más izquierdista del partido, representada por Abdallah Ibrahim, en contra. Esta ala se oponía radicalmente a la creación de un gabinete homogéneo istiqlaliano, ya que ellos consideraban que otros grupos debían verse representados también en dicho gabinete. Al no conseguir su objetivo, una vez formado el gobierno de Balafrej esta ala izquierdista del partido pone todos sus medios en intentar terminar con el Gobierno del PI. 
Tras formar Gobierno, el Istiqlal consigue que el monarca cree una comisión de investigación destinada a imponer sanciones a los marroquíes que entre los años 1950 y 1955 hubiesen colaborado con los franceses. Aunque esta comisión se crea, el Rey condena a mucha menos gente de la que se esperaba, lo que genera el enfado de la población marroquí, pero el Istiqlal no puede tomar parte en ello porque se encuentra inmerso en su mayor crisis interna.
El Gobierno de Balafrej se convierte en el más corto de la historia de Marruecos, al romperse en el mes de septiembre de 1958 tan solo cuatro meses después de su formación.

### La escisión del partido
Tras todos los problemas internos en relación tanto con la formación de gobierno como con las discrepancias entre los propios miembros del partido, se produce la escisión del Partido Istiqlal, y la creación de la UNFP (Unión Nacional de Fuerzas Populares) de Mehdi Ben Barka. 
El enfrentamiento entre Ben Barka y el Fassi salta rápidamente del ámbito privado del partido a la esfera pública con declaraciones cruzadas entre ambos en los que criticaban los actos que realizaba el contrario. Fue esta enemistad entre ellos la que produce la división del partido.
Se producen votaciones en numerosas ciudades marroquíes en las que se desafía la dirección del partido y se crean comisiones administrativas por todas partes. A siete de los grandes representantes de estas tendencias se les expulsa del partido y así comienza una nueva era.

### Oposición hasta 1977
En 1961 se produce la muerte del monarca Mohamed V después de una rinoplastia. En muy poco tiempo su hijo Hassan II asume el poder y comienza su reinado, que durará hasta 1999. 
El Partido Istiqlal forma parte del Gobierno desde el final del Gobierno de Ibrahim en mayo del año 1960 hasta finales de 1962 cuando Hassan II saca al partido de la vida política. 
El Istiqlal multiplicó las concesiones y los compromisos de Hassan II, a quien permitieron asumir rápidamente un poder casi absoluto. Un hecho que llama la atención por parte de un demócrata como Allal el Fassi, pero que se explica porque ambos se necesitan para mantener alejada la influencia del UNFP de las clases más populares, en una época en la que más del 50% de la población marroquí era analfabeta y vivía en el campo bajo la influencia de los caciques. 
En junio de 1961 Hassan II vuelve a formar un Gobierno en el que todos los partidos están representados a excepción de la UNFP y los partidos de izquierda. Un Gobierno en el que Allal el Fassi es nombrado ministro de Asuntos Islámicos y en el que cuenta con gran capacidad de decisión. 
En junio de 1961 Hassan II redacta una “Ley fundamental” que funcionará como Constitución provisional del país. Esta “Ley fundamental” será redactada sin consultar a ningún partido político, por lo que el Istiqlal comienza a comprender que el Rey no necesita de sus servicios, sino que simplemente está usando al partido.
Durante todo el año 1962 el Istiqlal se muestra tremendamente hostil con la corona, ya que sus políticas de amistad para obtener carteras no habían dado frutos. 
En 1962 Allal el Fassi se ve obligado, debido a las numerosas diferencias que tiene con la corona, a abandonar el Comité de elaboración de una Constitución para Marruecos, el proyecto que más ilusión le hacía. Lo único que le pide al monarca es que la nueva comisión esté compuesta solo por marroquíes, demanda que el monarca ignora. Y al poco tiempo convoca un referéndum para la votación de su Constitución, hecho que supone una tremenda humillación para el Istiqlal. Es en este ambiente tenso cuando Hassan II, después de las primeras elecciones legislativas del año 1963, relega al Partido Istiqlal a la oposición, donde permanecerá hasta el año 1977.
Los primeros años de esta oposición forzada del Partido Istiqlal fueron conflictivos, ya que el partido se opuso públicamente a los Gobiernos que fueron elegidos en las primeras elecciones legislativas y mostró abiertamente dudas sobre la legitimidad de los resultados electorales. 
Como el Istiqlal no puede atacar directamente a la Corona arremete contra los Gobiernos que se van sucediendo, ya que estos son directamente nombrados por el monarca.
El partido del Istiqlal, y en particular, Allal el Fassi son muy críticos durante los años que dura el estado de excepción (1965-1970) y rechazan fuertemente algunas de las medidas que toma el Gobierno,como el hecho de no arabizar por completo la educación. 
En junio de 1967 tras la Guerra de los Seis Días, y como en todos los países árabes se vive un momento complicado vinculado al sentimiento de derrota. En este momento Allal el Fassi vuelve a oponerse públicamente al monarca. Mientras el Fassi acusaba a la URSS de la derrota, el monarca negaba que fuese culpa de los soviéticos, ya que ellos no habían prometido nada a los árabes. 
En la década de los 70 los partidos de la oposición y, en particular, el Partido Istiqlal pierden la esperanza de que se produzcan todos los cambios políticos en los que confiaban tras la independencia. Se sienten decepcionados y su papel en la oposición es cada vez menos importante. 
Después de la Marcha Verde en el Sáhara, al Rey Hassan II le interesa tener cerca al Istiqlal por lo que comienza a establecer conversaciones con ellos e incluso llega a darle algunas carteras ministeriales.

### Dirección de la política exterior del Gobierno 1977-1983
En 1977 tras unas nuevas elecciones fraudulentas en las que vuelven a ganar los simpatizantes de Hassan II, los miembros del Istiqlal representados por Bucetta y otros partidos como la USFP (Unión Socialista de Fuerzas Populares)  muestran su descontento. Por ello son llamados ante el Rey quien les da cargos representativos en el Gobierno, y les invita a entrar en él como ministros, pero sin cartera.
El 10 de octubre de 1977, tras las elecciones Hassan II otorga cinco carteras ministeriales al Istiqlal, entre ellas Asuntos Exteriores, que quedará a cargo de Bucetta, y tres secretarías de Estado. El Istiqlal vuelve al Gobierno tras quince años en la oposición. 
En esta nueva etapa del PI en el Gobierno, el partido intenta distanciarse de las ideas del Gobierno independiente. Para ello se adaptan al tiempo que corre e intentan seguirle el ritmo al soberano. Es decir, el nacionalismo y el islam siguen siendo los dos pilares básicos de la ideología del Istiqlal en este momento. 
Por su parte, Bucetta comprende que ser ministro de Asuntos Exteriores no es fácil, y menos cuando se tiene tan poco margen de decisión debido a que todas las decisiones tienen que ser validadas por el monarca. 
Con la cuestión del Sáhara, todas las iras se centran en él cuando la oposición considera que no se está manejando bien la situación. En 1979 tras ciertos éxitos del Polisario en el ámbito internacional y aludiendo a que ciertos países africanos como Malí no estaban siendo imparciales, Bucetta decide no acudir al comité de sabios de la OUA (Organización para la Unidad Africana). Decisión que rápidamente le reprochan el resto de los países africanos y la USFP. 
El Istiqlal, que desde la independencia siempre ha tenido problemas para encontrar su espacio en la política de Marruecos, acepta a regañadientes la decisión del monarca en 1980 de prolongar dos años la duración de los mandatos de los diputados del Parlamento. Aceptan, aunque muestran a la opinión pública estar en desacuerdo con la decisión del Rey. 
Las elecciones municipales de 1983 y las legislativas de 1984 suponen un duro golpe para el Istiqlal que pensaba que había vuelto a entrar en el juego del Gobierno, y sin embargo no fue así, debido a que el Rey creó un partido administrativo: la Unión Constitucional para enfrentarlo al Istiqlal. 

### Vuelta a la oposición hasta 1998 y los años de la alternancia
El Parlamento que se constituye en el año 1984 está formado en su mayoría por “Partidos Administrativos” y por representantes que se preocupan más por sus intereses personales que por los problemas del Estado, hecho que molesta a los partidos de la oposición como el Istiqlal. 
La oposición, formada por el Partido Istiqlal, la Unión Socialista de Fuerzas Populares, el Partido del Progreso y el Socialismo y la OADP se proponen acabar con la apatía política que reina en esta época y se unen para crear un programa de salvación nacional, pero, aunque parece que se va a llevar a cabo y los líderes de los diferentes partidos parecen estar de acuerdo, esta propuesta se queda sin concluir. 
Además, el Istiqlal de la oposición se lamenta durante todos estos años de que el Parlamento es irrelevante que nadie hace nada, que los parlamentarios no acuden a las sesiones y que no se votan nuevas leyes.
Las tendencias y las políticas de la oposición, totalmente contrarias a las del Gobierno, llevan en 1990 a los cuatro partidos que integran la oposición (PI, USFP, PPS, OADP) a presentar una moción de censura contra el Gobierno.Sin embargo, la moción es rechazada en mayo de 1990. 
Durante la década de los noventa la alternancia al estilo de Hassan II fue el modelo de gobierno en Marruecos, hasta que en 1998 Yussufi toma las riendas del Gobierno como primer ministro. 
En mayo de 1992 los cuatro partidos de la oposición se unen para formar lo que se conoce como la “kutla dimokratiya”, un bloque democrático que tiene como finalidad una lucha conjunta de los partidos de la oposición para cambiar el panorama político del momento en Marruecos. Hassan II rechaza las propuestas de esta formación, aunque les otorga una serie de concesiones de muy poco valor como cambiar la edad de elegibilidad. 
En las elecciones legislativas de 1993 el Istiqlal y la USFP deciden presentarse juntos como un solo bloque.  Aunque, en unas primeras elecciones, parece que tanto la USFP como el Istiqlal van a tener un papel importante en la formación de Gobierno, tres meses después de esta votación se realiza otra votación en la que los grupos tradicionales de la oposición como el Istiqlal, vuelven a la oposición y no participan en el Gobierno.  
En 1998 tiene lugar el primer Gobierno real de la alternancia, dirigido por Abderramán Yusufi, miembro del USFP. Yusufi forma gobierno con todos los partidos de la oposición y con los oficialistas, recibiendo de esta forma el Istiqlal cuatro carteras ministeriales. 
Tan solo un año después de la creación de este Gobierno de izquierdas muere el monarca Hassan II y comienza una nueva época en la política marroquí.

### Mohamed VI
Los primeros años del nuevo Gobierno de Mohamed VI están marcados por un movimiento de transición y de contra-transición que en ciertas ocasiones se anulan mutuamente. Así, comenzaron a entremezclarse los partidos tradicionales, como el Istiqlal, y los nuevos, como el Partido de la Justicia y el Desarrollo. Los inicios de esta transición están marcados por la continuidad del Gobierno de Yusufi y la inestabilidad intermitente del mismo. En el año 2001 se produce un estancamiento político, el pueblo tiene la sensación de que no se avanza, aun así, el Rey toma algunas decisiones significativas este año como la creación del IRCA: Instituto Real de la Cultura Amazig. En este marco se llega a las elecciones legislativas de 2002.
En estas elecciones la USFP y el Istiqlal vuelven a presentarse como grupos separados. El partido Istiqlal dirigido por Abbas el Fassi obtiene 48 diputados y se convierte en la segunda fuerza política por detrás del USFP y por delante del PJD. 
Tan solo unas horas después de las elecciones, Abbas el Fassi cansado de estar a la sombra de Yusufi declara públicamente que sus ideales religiosos están en sintonía con los del PJD. 
En ese momento el clima interno del Partido Istiqlal era poco estable. Su líder, Abbas el Fassi, no tenía una aceptación completa por parte de sus compañeros.
Entre 2003 y 2011 el Partido Istiqlal tiene cierta importancia política en Marruecos y, por lo general, se ve representado en los diferentes gobiernos que se suceden. Como es el caso de las elecciones de 2007 en las que gana con ligera ventaja. Sin embargo, con la explosión de los conflictos de la Primavera Árabe esta tendencia nacionalista cambia y comienza una tendencia islamista. En octubre de 2017 el partido del Istiqlal lleva a cabo unas elecciones internas para elegir al nuevo secretario general del partido, de estas elecciones surge Nizar Baraka, nieto de Allal el Fassi, como primer ministro del partido.

## Personalidades del partido

### Ahmed Balafrej (1908-1990)[13]
Nació en Rabat en el seno de una familia de origen andalusí y de clase alta. Realizó sus estudios en Rabat en la escuela de los hijos de los notables, cursa estudios superiores en el Cairo y posteriormente se licencia en letras en París. 
Como todos los firmantes del manifiesto de independencia, Balafrej es detenido y entra en prisión en el año 1944. Permanece en prisión hasta 1946 y, una vez que sale de la cárcel, se ve obligado a abandonar el país. Tan solo seis semanas después de la independencia de Marruecos es nombrado ministro de Asuntos Exteriores. Y es el encargado de pronunciar el discurso de ingreso de Marruecos en las Naciones Unidas. 
Se convierte en líder del Partido del Istiqlal entre 1943, con el nacimiento del partido, y 1960, con la vuelta de El Fassi de El Cairo. 
En 1958 el rey Mohammed V le encarga formar el tercer Gobierno desde la independencia. 

### Allal el Fassi (1910-1974)[13]
Allal el Fassi nace en Fez en 1910 en el seno de una familia de clase alta tanto social como intelectualmente, y es por ello por lo que desde muy joven se ve influido por personalidades como Mohammed Abdu o Jamal el Afgani. Estudió en la universidad el Qarauiyin de Fez. Es encarcelado por primera vez en el año 1930 tras la publicación del Dahir Bereber. A los 23 años abandona Marruecos y viaja a España, Francia y Suiza.
Debido a su fuerte ideología nacionalista y a su lucha contra los Gobiernos del Protectorado, Allal el Fassi es arrestado en Fez en 1937 y enviado al exilio en Gabón. 
Participa en la fundación del Partid Istiqlal en 1943 tras volver del exilio. Posteriormente, el Fassi decide irse a El Cairo para formase en política con otros líderes árabes como el Khatabi.  
En 1960 se consolida como líder del Partido Istiqlal, liderazgo que durará hasta 1974. Tras dejar las riendas del PI en 1974, Allal el Fassi muere en mayo de ese mismo año en Rumanía. 

### Mehdi Ben Barka (1920-1965)[14]
Nace en 1920 en el barrio de Sidi Ftah en Rabat, en el núcleo de una familia modesta. Es el tercero de siete hermanos. 
Mehdi estudia primero en una escuela coránica de las reformistas. Completa su licenciatura en matemáticas en la Facultad de Ciencias de Argel, en el año 1942 vuelve a Rabat donde se convierte en profesor de matemáticas de Mulay Hassan, futuro Hassan II. 
En 1944 entra en prisión por firmar el manifiesto de independencia, y permanece en la cárcel 21 meses. 
Es el representante de la corriente más izquierdista del Partido del Istiqlal, fomentando la afiliación de los obreros marroquíes al sindicato CGT.
En 1951 vuelve a entrar en prisión y no saldrá de ella hasta 1954, cuando asumirá la dirección efectiva del Istiqlal. 
En 1955 cuenta con un papel activo en la creación de la Unión Marroquí de Trabajadores. 
En el año 1959 Ben Barka crea la Unión de Fuerzas Populares de una escisión del Istiqlal y lo que supone el final de la unión existente hasta entonces entre el PI y Mehdi Ben Barka.
Muere en extrañas circunstancias en Francia en el año 1965.

### Mohamed Bucetta (1925-2017)
Nace en Marrakech el 23 de diciembre del año 1925.  Estudió Derecho en la Sorbona. Y sucede a Ben Barka al mando del Al Alam. Ocupó su primer cargo de importancia como ministro de Asuntos Exteriores en el Gobierno de Balafrej, tras lo cual fue siendo responsable de diferentes carteras hasta que fue nombrado líder del partido entre 1974, tras la muerte de Allal el Fassi, y 1998, cuando lo sucedió Abbas el Fassi.
En el año 2000 fue uno de los encargados de reformar el Código de Familia marroquí. 
Muere el 17 de febrero de 2017. 

### Abbas el Fassi (1940-presente)
Nace el 18 de septiembre de 1940 en Berkane. Es jurista de formación. Antes de ser líder de partido fue embajador de Marruecos en Túnez y en París. Además de los cargos de embajador, ocupará numerosos cargos públicos, y será diputado de la circunscripción de Larache. Es elegido líder del partido en febrero de 1998. En el Gobierno de Yusufi es elegido ministro de Empleo. 
En 2007 se convierte inesperadamente en primer ministro de Marruecos tras las elecciones legislativas.  Cargo que ocupará hasta noviembre de 2011. Meses más tarde también abandonará el cargo de presidente del Istiqlal para ser sucedido por Abdelhamid Chabat. 

### Abdelhamid Chabat (1953-presente)
Nace el 17 de agosto de 1953 en Brannes, una población de la región de Taza. Político y sindicalista marroquí, fue alcalde de Fez entre los años 2003 y 2015. También fue secretario general de la Unión General de Trabajadores de Marruecos desde el año 2009. 
Comienza su etapa de líder del Istiqlal en 2012, tras vencer a su rival Abdelouahed el Fassi. Llega al mando del Istiqlal felicitándose por “haber derrocado al clan de los Fassi"
Después de la derrota electoral del 2015 se comienza a hablar de la destitución de Chabat, que no será efectiva hasta el congreso de 2017 cuando lo sustituya Nizar Baraka. 

### Nizar Baraka (1964-presente)
Nace en 1964 en Rabat. Es economista y político. Ocupa numerosas carteras ministeriales antes de convertirse en líder del Istiqlal en 2017. 
Además de por su actividad política, la figura de Baraka es significativa ya que es el nieto de Allal el Fassi y por lo tanto cuenta con un respaldo histórico para ocupar este puesto.
Baraka llega a la presidencia del Istiqlal en un momento crítico en lo que concierne a la organización interna del partido. Contra toda expectativa Baraka ha decidido desde que está a cargo del Istiqlal establecer el mismo el contacto con las personalidades del Istiqlal en vez de dejarlo en manos de otros.

## Organización[17]

### Organismos centrales
1. Presidente del Partido: En el noveno congreso del Istiqlal se decidió por unanimidad reservar la presidencia del partido a su líder Allal el Fassi, queriendo con ello vincular el futuro del partido al programa que había trazado su fundador.
2. Secretario general: Este es elegido por el Congreso General por votación abierta y a mayoría absoluta.
3. Consejo de Presidencia: Está compuesto por miembros que escoge el Congreso General en función de una serie de propuestas que realiza el secretario general.
4. Comité Ejecutivo: Se compone del secretario general, el secretario general adjunto, los miembros del Consejo de Presidencia, el director de la Sede Central del partido, el inspector general del partido, y miembros elegidos por el Consejo Nacional en la sesión que se celebra después del Congreso General.  Las funciones del Comité Ejecutivo son las siguientes: Define qué posición política ha de tomar el partido en el marco trazado por el Congreso General, en la aplicación de las decisiones del consejo nacional, y en las orientaciones del Comité Central. Orienta la prensa del partido, su propaganda y sus publicaciones. Vela por la actividad de todos los organismos del partido.  Está en contacto con las inspecciones y las secciones y controla sus actividades. Vela por la correcta orientación de las actividades de las organizaciones paralelas.Entabla el contacto con otras formaciones políticas tanto nacionales como internacionales. Dirige los gastos y los ingresos del partido    Nombra al director y a los colaboradores de este en Sede Central. Nombra al inspector general, a sus colaboradores, a los inspectores y a sus adjuntos.
5. El Comité Central se organiza en diferentes comisiones de estudio e investigación. Las funciones del Comité Central son las siguientes:    Discute el informe que presenta el Comité Ejecutivo sobre la ejecución de las decisiones tomadas por el Consejo Nacional sobre los problemas candentes políticos, económicos y sociales   Presenta propuestas al Comité Ejecutivo sobre todos los dominios de actividad del partido y sobre los problemas de actualidad    Constituye las comisiones permanentes para estudiar e investigar bajo la dirección de un miembro del Comité Ejecutivo.
6. El Consejo Nacional: Sus miembros son elegidos por los consejos provinciales y aceptados por el Congreso General. Las funciones del Consejo Nacional son las siguientes:  Vela por la aplicación del programa del partido    Estudia la política general del país y define las actitudes del partido en los diferentes asuntos nacionales. Todo ello siguiendo la línea ideológica marcada en el Congreso General  Elige la comisión de arbitraje y la comisión financiera   Elige a los miembros del Comité Central  Elige en su última sesión ordinaria la comisión encargada de preparar el Congreso Nacional.
7. Congreso General: Es la instancia más alta del partido y está compuesto por delegados que son elegidos por los miembros de las células y las secciones del partido.  Sus funciones son: Elige al Secretario General  Define la política del Partido Define el programa del Partido, sus estatutos, su sistema y su presupuesto.

Además de los organismos centrales, el Partido Istiqlal marroquí está organizado a través de organismos locales, provinciales y regionales. Estos son los principales: 
1. La célula es el agrupamiento de base en la organización del partido.
2. La circunscripción es el agrupamiento que corresponde geográficamente a la circunscripción electoral, comunal, o municipal del partido.  Puede comprender una o varias células y posee una oficina que administra sus asuntos.
3. La sección corresponde geográficamente a la comuna rural o al consejo municipal. Posee un consejo de sección que vela por la coordinación de las actividades del partido en el interior de su área geográfica.
4. El consejo de la comunidad urbana se encuentra en toda ciudad que posea más de una municipalidad. Es un comité de coordinación entre las secciones existentes, que se compone de secretario de sección y encargado de misión por el Comité Ejecutivo.
5. La inspección se realiza a través de un inspector que nombra el Comité Ejecutivo en cada provincia. Su papel consiste en coordinar la actividad del partido en la provincia.
6. Consejo provincial, a escala de cada inspección, este consejo define la actividad del partido en la provincia o en la prefectura y la coordina en los casos que es necesario.
7. Bureau provincial: Depende del Consejo provincial y vela, en cooperación con el inspector, por la marcha del partido, consolidando los organismos existentes y ejecutando las instrucciones recibidas del Comité Ejecutivo y las orientaciones de Consejo provincial en el espíritu y de la conformidad con los principios del partido y sus objetivos.
8. Congreso Regional: Se celebra anualmente a escala de regiones económicas para estudiar la situación económica, política y social de la región.

Además de todas estas organizaciones oficiales, el Istiqlal cuenta con organizaciones paralelas y medios de acción específica como son: la Juventud Istiqlali, la Unión General de Trabajadores Marroquíes, la Unión General para el Comercio e Industria, la Unión General de los Estudiantes de Marruecos (UGEM), el Grupo Parlamentario Istiqlali, la Asociación de Consejeros Comunales y Municipales, la Unión de los Agricultores, y la Prensa del Partido.

## Resultados electorales[18]
| Año  | Votos     | %     | Escaños | +/− | Gobierno  |
| ---- | --------- | ----- | ------- | --- | --------- |
| 1963 | 1.000.506 | 30,00 | 41/144  |     | Oposición |
| 1970 |           |       | 8/240   | 33  | Oposición |
| 1977 | 1.090.960 | 21,62 | 51/264  | 43  | Coalición |
| 1984 | 681.083   | 15,33 | 40/301  | 11  | Oposición |
| 1993 | 760.082   | 12,22 | 52/333  | 12  | Coalición |
| 1997 | 840.315   | 13,19 | 32/325  | 20  | Coalición |
| 2002 | 598.226   | 9,89  | 48/325  | 16  | Coalición |
| 2007 | 494.256   | 10,73 | 52/325  | 4   | Coalición |
| 2011 | 562.720   | 11,86 | 60/395  | 8   | Coalición |
| 2016 | 620.041   | 10,68 | 46/395  | 14  | Oposición |
| 2021 | 1.267.866 | 16,74 | 81/395  | 35  | Coalición |